# Калина (фабрика)
«Калина» — перша українська фабрика з виготовлення паперу для куріння і цигаркових гільз (туток) торгово-промислової кооперативи «Буду́чність» у місті Тернополі. Діяла 1925—1939 роках.
Попередником «Калини» було невелике підприємство Є. Білинського, яке «Будучність» викупила 1910 року і на його базі організувала фабрику, що під різними назвами працювала до 1925. «Калина» мала високопродуктивне обладнання, крамницю, тут працювали близько 100 осіб. При фабриці діяли хор і драматичний гурток.
Очолювали «Калину» колективно Ілярій Брикович, Осип-Лев Павлишин, Іван Лень та Степан Чумак.
Припинила роботу восени 1939 з приходом радянської окупації, відновила діяльність у період німецької окупації, після війни ліквідована остаточно.
На початку 2000-х років у приміщенні фабрики діяло ТОВ «Поліграфіст» ЛТД.